# Croix de Saint-Julien-de-Sennecey
La croix de Saint-Julien-de-Sennecey est une croix monumentale située sur le territoire de la commune de Sennecey-le-Grand dans le département français de Saône-et-Loire et la région Bourgogne-Franche-Comté.
C'est la plus remarquable des douze croix de différentes époques implantées sur le territoire de la commune.

## Historique
Elle fait l'objet d'un classement au titre des monuments historiques depuis le 23 mai 1927.

## Description
Ce calvaire de pierre se dresse sur la petite place qui jouxte l'église romane Saint-Julien.
Il est daté de 1593 et surmonté d'une croix à deux faces montrant d'un côté la Vierge à l'Enfant dressée sur une tête d'ange et, de l'autre, le Christ en croix.
Sur le socle sont lisibles deux inscriptions, l'une en français et l'autre en latin : « Messire Nicolas L. Grand, curé de Sainct Iulien, ma faict faire » et « Aspece quid 1593 tuleri pro te ».